# FC Gobelins
Câu lạc bộ bóng đá des Gobelins Paris 13 thường được gọi là FC Gobelins là một câu lạc bộ bóng đá Pháp có trụ sở tại quận 13 của Paris. Câu lạc bộ được thành lập vào năm 1968 với tên gọi Football Club Gobelins, và lấy tên hiện tại sau khi sáp nhập vào năm 2012 với Stade Olympique de Paris.
Kể từ mùa giải 2019-20, câu lạc bộ chơi ở Championnat National 2, giải hạng tư của bóng đá Pháp, đã được thăng hạng từ Championnat National 3 vào năm 2019.